# Ban ngày

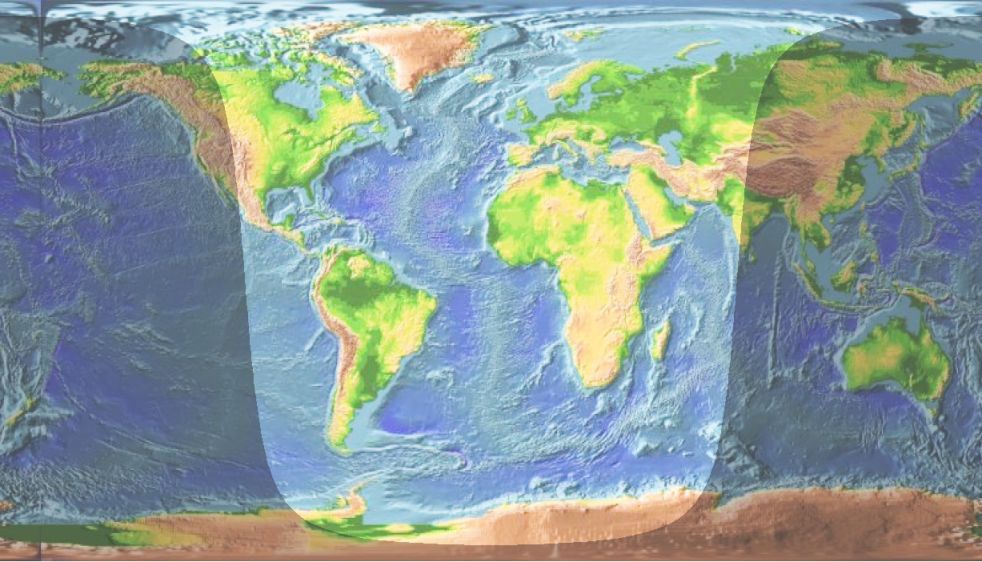
Bản đồ mô tả bề mặt Trái Đất vào lúc 13:00 UTC ngày 2 tháng 4, khi đó tại những vùng sáng đang là ban ngày.

Ban ngày là khoảng thời gian từ lúc Mặt Trời hiện tới lúc Mặt Trời lặn (nhưng chỉ một phần của Trái Đất), đặc biệt là khi tại địa điểm đó có tia sáng Mặt Trời chiếu trực tiếp (trừ thời điểm có những yếu tố bên ngoài cản trở những tia sáng đó).